# Dalla mia finestra
Dalla mia finestra (A través de mi ventana) è un film del 2022 diretto da Marçal Forés.
È basato sull'omonimo romanzo della scrittrice venezuelana Ariana Godoy e sceneggiato da Eduard Sola. Il film ha come protagonisti Julio Peña Fernández, Clara Galle e Pilar Castro ed è stato distribuito da Netflix il 4 febbraio 2022.

## Trama
Raquel ha una cotta ossessiva per il suo vicino di casa, l'attraente Ares Hidalgo, un ragazzo di buona famiglia e sciupafemmine incallito. Ben presto il giovane comincia a provare qualcosa per Raquel, ma deve fare i conti con la strenua opposizione dei suoi parenti.

## Accoglienza

### Critica
Janire Zurbano, del mensile spagnolo Cinemanía, ha valutato il film con 2 stelle su 5, considerando che presentava "sesso, tentativi di emancipazione femminile e i soliti vecchi cliché tossici".

## Sequel
Nel 2023 è stato pubblicato su Netflix il sequel Dalla mia finestra: Al di là del mare, a sua volta seguito nel 2024 da Dalla mia finestra: Guardando te.